# Петър Иванов (агроном)
Вижте пояснителната страница за други личности с името Петър Иванов.
Петър Иванов е български аграрен учен, специалист в областта на растителните биотехнологии.

## Биография и дейност
Роден е на 19 октомври 1938 г. в гр. Добрич. Завършва Висшия селскостопански институт „Г. Димитров“ – София, специалност „Полевъдство“, а по-късно следва специалност „Химия“ в СУ „Св. Климент Охридски“.
През 1963 г. Иванов е избран за научен сътрудник по биохимия в Добруджански земеделски институт - Генерал Тошево. През 1991 г. му е присъдена научната степен „Доктор на науките“, а през 1991 г. е хабилитиран е като ст.н.с. I ст..
От 1983 до 1986 г. Иванов е завеждащ секция „Селекция на слънчогледа“, а след 1986 г. е завеждащ на новосъздадената секция по „Генно инженерство и тъканни култури“ (по-късно „Биотехнологии“). От 1986 до 1990 година е секретен сътрудник на Държавна сигурност. От 1993 до 2001 г. е директор на Добруджанския земеделски институт.
Иванов е автор на над 100 научни публикации в областта на растителните биотехнологии, голямата част от които са публикувани в реномирани научни издания в чужбина. Създател е на школата по генно инженерство в Добруджанския земеделски институт и е научен ръководител на докторантурите на почти всички научни сътрудници в секцията. Заедно с това той е пионер в областта на биохимичните качества на слънчогледовото масло и е автор на първите сортове и хибриди слънчоглед в България с високоолеинов състав на маслото.
Иванов е настоящ член на подкомисия на ВАК. Бил е член на специализирани научни съвети и на редакционни колегии на научни списания. Представя научни доклади на множество научни форуми в чужбина.